# Sicyopterus franouxi
Sicyopterus franouxi és una espècie de peix de la família dels gòbids i de l'ordre dels perciformes.

## Morfologia
- Els mascles poden assolir 13,1 cm de longitud total.[2][3]

## Hàbitat
És un peix d'aigua dolça, de clima tropical i demersal.

## Distribució geogràfica
Es troba a Àfrica: Madagascar.

## Observacions
És inofensiu per als humans.